# Makrosegmentacja
Makrosegmentacja (segmentacja pierwotna) – procedura badawcza w marketingowej analizie rynku, gdzie segmentami, na które dokonuje się podziału, są rynki narodowe lub ich grupy.
Makrosegmentacja opiera się głównie na źródłach wtórnych. Dotyczą one zmiennych niezależnych od skuteczności działań marketingowych, jak np. statystyki demograficzne, trendy konsumpcyjne czy dynamikę dochodów ludności. Istotną rolę odgrywają w niej przewidywania zmian strukturalnych na analizowanych rynkach, co jest ważne szczególnie dla przedsiębiorców rozważających strategie długiej obecności na danych rynkach.